# J. C. Chandor
Jeffrey McDonald Chandor (Morristown, 24 november 1973) – beter bekend als J. C. Chandor – is een Amerikaans filmregisseur en scenarist.

## Biografie
J. C. Chandor werd in Morristown (New Jersey) geboren als de zoon van Jeff Chandor en Mary McDonald. In 1992 studeerde hij af aan Ridge High School, waarna hij een diploma behaalde aan The College of Wooster. In afwachting van zijn eerste langspeelfilm regisseerde Chandor zo'n vijftien jaar lang verschillende reclamespots en werkte hij als producent mee aan enkele documentaires. In de periode 2006-2007 investeerde hij samen met een bevriende architect in Tribeca in een vastgoedproject. De twee renoveerden een gebouw en besloten het sneller dan gepland te verkopen omdat de peetvader van de architect – die een ervaren bankier was – hen dat aanraadde. In de zomer van 2007 brak de kredietcrisis uit. 
In zijn eerste langspeelfilm Margin Call (2011) besloot Chandor dieper in te gaan op de financiële crisis. Het verhaal van zijn debuutfilm draaide rond enkele personen die bij een investeringsbank werkten. Chandors vader had voor het uitbreken van de crisis meer dan dertig jaar in de banksector gewerkt. Margin Call, dat kon rekenen op een sterrencast bestaande uit Kevin Spacey, Jeremy Irons, Paul Bettany, Zachary Quinto, Demi Moore, Stanley Tucci en Simon Baker, werd genomineerd voor een Academy Award in de categorie beste scenario en kwam ook in aanmerking voor de Gouden Beer.
In 2013 schreef en regisseerde Chandor het overlevingsdrama All Is Lost waarin een man met zijn boot in een storm belandt. De enige rol in de film werd vertolkt door Robert Redford. De prent werd genomineerd voor een Oscar en won een Golden Globe in de categorie beste soundtrack.
Eind 2014 ging A Most Violent Year in première. Voor de misdaadfilm kon Chandor rekenen op de medewerking van onder meer Oscar Isaac, Jessica Chastain en Albert Brooks. Aanvankelijk zou de hoofdrol door Javier Bardem vertolkt worden, maar de Oscarwinnaar haakte enkele maanden voor het begin van de opnames af, waarna hij vervangen werd door Isaac.
Nadien werd Chandor door Summit overwogen als regisseur voor de rampenfilm Deepwater Horizon (2016). Hij zat echter niet op dezelfde golflengte als de studio en verliet het project in januari 2015, waarna hij vervangen werd door Peter Berg.

## Filmografie
| Jaar | Titel               | Regisseur | Scenarist | Producent |
| ---- | ------------------- | --------- | --------- | --------- |
| 2011 | Margin Call         |           |           |           |
| 2013 | All Is Lost         |           |           |           |
| 2014 | A Most Violent Year |           |           |           |
| 2018 | Viper Club          |           |           |           |
| 2019 | Triple Frontier     |           |           |           |

## Prijzen
| Film                       | Prijs / Festival              | Categorie                | Uitslag     |
| -------------------------- | ----------------------------- | ------------------------ | ----------- |
| Margin Call (2011)         | Academy Award                 | Beste originele scenario | Genomineerd |
| Margin Call (2011)         | National Board of Review      | Beste regiedebuut        | Gewonnen    |
| Margin Call (2011)         | Independent Spirit Awards     | Beste debuutscenario     | Genomineerd |
| Margin Call (2011)         | Independent Spirit Awards     | Beste debuutfilm         | Gewonnen    |
| Margin Call (2011)         | Independent Spirit Awards     | Robert Altman Award      | Gewonnen    |
| Margin Call (2011)         | Filmfestival van Berlijn      | Gouden Beer              | Genomineerd |
| Margin Call (2011)         | NY Film Critics Circle Awards | Beste debuutfilm         | Gewonnen    |
| All Is Lost (2013)         | Independent Spirit Awards     | Beste regisseur          | Genomineerd |
| A Most Violent Year (2014) | National Board of Review      | Beste regiedebuut        | Gewonnen    |
| A Most Violent Year (2014) | Independent Spirit Awards     | Beste scenario           | Genomineerd |